# Esgrima em cadeira de rodas nos Jogos Paralímpicos de Verão de 2024
As competições de esgrima em cadeira de rodas nos Jogos Paralímpicos de Verão de 2024 foram disputadas entre 3 e 7 de setembro de 2024 no Grand Palais, em Paris, França. Os atletas que disputaram a esgrima possuem algum tipo de deficiência física.

## Qualificação
Os atletas são divididos de acordo com a sua deficiência. Isto permite que os atletas compitam com outros atletas que tenham um nível semelhante da deficiência. A esgrima tem duas classes, A e B, dois sexos e três armas, espada, florete e sabre.

## Medalhistas

### Masculino
| Evento                       | Ouro                                        | Prata                                                            | Bronze                                                           |
| ---------------------------- | ------------------------------------------- | ---------------------------------------------------------------- | ---------------------------------------------------------------- |
| Espada A (Detalhes)          | Sun Gang CHN China                          | Piers Gilliver GBR Grã-Bretanha                                  | Hakan Akkaya TUR Turquia                                         |
| Espada B (Detalhes)          | Dimitri Coutya GBR Grã-Bretanha             | Visit Kingmanaw THA Tailândia                                    | Michał Dąbrowski POL Polônia                                     |
| Florete A (Detalhes)         | Sun Gang CHN China                          | Matteo Betti ITA Itália                                          | Zhong Saichun CHN China                                          |
| Florete B (Detalhes)         | Dimitri Coutya GBR Grã-Bretanha             | Feng Yanke CHN China                                             | Hu Daoliang CHN China                                            |
| Sabre A (Detalhes)           | Maurice Schmidt GER Alemanha                | Piers Gilliver GBR Grã-Bretanha                                  | Edoardo Giordan ITA Itália                                       |
| Sabre B (Detalhes)           | Feng Yanke CHN China                        | Michał Dąbrowski POL Polônia                                     | Zhang Jie CHN China                                              |
| Espada em equipe (Detalhes)  | Tian Jianquan Sun Gang Zhang Jie CHN China  | Zainulabdeen Al-Madhkhoori Ammar Ali Hayder Al-Ogaili IRQ Iraque | Oliver Lam-Watson Dimitri Coutya Piers Gilliver GBR Grã-Bretanha |
| Florete em equipe (Detalhes) | Sun Gang Feng Yanke Zhong Saichun CHN China | Oliver Lam-Watson Piers Gilliver Dimitri Coutya GBR Grã-Bretanha | Ludovic Lemoine Damien Tokatlian Maxime Valet FRA França         |

### Feminino
| Evento                       | Ouro                                                   | Prata                                                                          | Bronze                                                                   |
| ---------------------------- | ------------------------------------------------------ | ------------------------------------------------------------------------------ | ------------------------------------------------------------------------ |
| Espada A (Detalhes)          | Chen Yuandong CHN China                                | Kwon Hyo Kyeong KOR Coreia do Sul                                              | Gu Haiyan CHN China                                                      |
| Espada B (Detalhes)          | Saysunee Jana THA Tailândia                            | Kang Su CHN China                                                              | Olena Fedota-Isaieva UKR Ucrânia                                         |
| Florete A (Detalhes)         | Zou Xufeng CHN China                                   | Gu Haiyan CHN China                                                            | Judith Rodríguez Menéndez ESP Espanha                                    |
| Florete B (Detalhes)         | Saysunee Jana THA Tailândia                            | Xiao Rong CHN China                                                            | Beatrice Vio ITA Itália                                                  |
| Sabre A (Detalhes)           | Gu Haiyan CHN China                                    | Kinga Dróżdż POL Polônia                                                       | Nino Tibilashvili GEO Geórgia                                            |
| Sabre B (Detalhes)           | Saysunee Jana THA Tailândia                            | Xiao Rong CHN China                                                            | Olena Fedota-Isaieva UKR Ucrânia                                         |
| Espada em equipe (Detalhes)  | Gu Haiyan Zou Xufeng Kang Su Chen Yuangdong CHN China  | Yevheniia Breus Olena Fedota-Isaieva Nataliia Morkvych UKR Ucrânia             | Aphinya Thongdaeng Duean Nakprasit Saysunee Jana THA Tailândia           |
| Florete em equipe (Detalhes) | Chen Yuandong Gu Haiyan Xiao Rong Zou Xufeng CHN China | Éva Andrea Hajmási Zsuzsanna Krajnyák Boglárka Mező Amarilla Veres HUN Hungria | Andreea Mogoș Rossana Pasquino Loredana Trigilia Beatrice Vio ITA Itália |

### Quadro de medalhas
País sede destacado
| Ordem | País              | Medalha de ouro | Medalha de prata | Medalha de bronze |    |
| ----- | ----------------- | --------------- | ---------------- | ----------------- | -- |
| 1     | CHN China         | 10              | 5                | 4                 | 19 |
| 2     | THA Tailândia     | 3               | 1                | 1                 | 5  |
| 3     | GBR Grã-Bretanha  | 2               | 3                | 1                 | 6  |
| 4     | GER Alemanha      | 1               |                  |                   | 1  |
| 5     | POL Polônia       |                 | 2                | 1                 | 3  |
| 6     | ITA Itália        |                 | 1                | 3                 | 4  |
| 7     | UKR Ucrânia       |                 | 1                | 2                 | 3  |
| 8     | KOR Coreia do Sul |                 | 1                |                   | 1  |
|       | HUN Hungria       |                 | 1                |                   | 1  |
|       | IRQ Iraque        |                 | 1                |                   | 1  |
| 11    | ESP Espanha       |                 |                  | 1                 | 1  |
|       | FRA França        |                 |                  | 1                 | 1  |
|       | GEO Geórgia       |                 |                  | 1                 | 1  |
|       | TUR Turquia       |                 |                  | 1                 | 1  |
| TOTAL | TOTAL             | 16              | 16               | 16                | 48 |